# Pál Dárdai
Pál Dárdai, né le 16 mars 1976 à Pécs, est un footballeur international et entraîneur hongrois.
Durant sa carrière, entre 1991 et 2011, effectuée au poste de milieu défensif, il n'a porté les couleurs que de trois équipes, dont le Hertha Berlin, où, avec 297 matchs de Bundesliga en treize ans, il détient le record d'apparitions du club.

## Biographie

### Carrière de joueur

#### En club
Natif de Pécs, Pál Dárdai est formé au club de la ville, le Pécsi Mecsek FC, avec qui il commence sa carrière professionnelle en 1991. Il reste cinq saisons dans son club formateur avant d'être transféré en janvier 1996 dans l'un des clubs de la capitale, le Budapest VSC. Lors de ce bref passage au VSC, il termine vice-champion de Hongrie et atteint la finale de la coupe nationale. Douze mois plus tard, en janvier 1997, il quitte la Hongrie pour l'Allemagne, à la suite de son engagement avec le Hertha Berlin, pensionnaire de 2.Bundesliga.
Avec son nouveau joueur, le Hertha obtient sa promotion parmi l'élite, en compagnie de Kaiserslautern et de Wolfsburg. Sa deuxième saison en Bundesliga reste de loin sa meilleure, avec une troisième place au classement final, à un point du vice-champion, le Bayer Leverkusen. Ces bons résultats permettent à Dárdai de découvrir le haut niveau européen, en prenant part à la Ligue des champions, où le Hertha atteint la deuxième phase de poules. Le club confirme lors des trois saisons suivantes : il parvient à se classer parmi les 6 premiers de Bundesliga et brille en Coupe UEFA : il est éliminé en seizièmes de finale en 2001 par l'Inter Milan et en 2002 par le Servette Genève et atteint le stade des huitièmes de finale en 2003. Dárdai remporte le premier trophée de sa carrière en 2001, lorsque le Hertha s'impose face à Schalke 04 en finale de la Coupe de la Ligue, un trophée que le club conserve l'année suivante.
À partir de 2004, le joueur est beaucoup moins utilisé par le club. Il ne totalise ainsi que 33 matchs entre 2004 et 2006. Il est ensuite à nouveau un maillon essentiel de l'équipe berlinoise qui peine un peu plus en championnat, avec deux saisons consécutives achevées à la 10e place du classement. La saison 2008-2009 s'achève sur une quatrième place, synonyme de qualification pour la Ligue Europa, la dernière campagne européenne de la carrière de joueur de Dárdai. Le Hertha est éliminé par le club portugais du Benfica Lisbonne en seizième de finale.
Dárdai et le Hertha vivent une saison 2009-2010 compliquée, qui les voient être relégués en 2.Bundesliga, après une présence de treize saisons consécutives parmi l'élite. Le joueur y achève pourtant sa carrière à l'issue du titre de champion de 2.Bundesliga du Hertha Berlin, obtenu la saison suivante et qui permet au club de la capitale de ne passer qu'un an en deuxième division. La participation de Dárdai au titre est infime puisqu'il ne dispute qu'une seule rencontre de championnat.

#### En sélection nationale
Dárdai commence sa carrière internationale avec la sélection hongroise des moins de 21 ans, en 1996. Il dispute à cet effet les quarts de finale du championnat d'Europe, face à l'Écosse.
Il porte pour la première fois le maillot de l'équipe A à l'occasion d'une rencontre amicale face à la Slovénie, le 19 août 1998 et inscrit son premier but en sélection quelques semaines plus tard, le 10 octobre, lors d'un succès 4-0 contre l'Azerbaïdjan, un match comptant pour les Éliminatoires de l'Euro 2000.
En 2002, il inscrit deux nouveaux buts, lors de matchs amicaux, contre l'Islande et la Moldavie.
Souvent choisi comme titulaire au milieu de terrain, aux côtés de Krisztián Lisztes, sous la conduite des sélectionneurs Bertalan Bicskei et Imre Gellei, Dárdai porte le brassard de capitaine à sept reprises durant l'année 2006, où il est élu joueur hongrois de l'année. Il inscrit ses deux derniers buts lors de l'année 2016, en amical contre l'Angleterre, puis face à la Bosnie-Herzégovine, lors des éliminatoires de l'Euro 2008.
Son bilan en sélection, dont la dernière apparition a lieu le 3 mars 2010, lors d'un match nul en amical contre la Russie, est de 60 capes officielles pour cinq buts.

### Carrière d'entraineur
Dárdai raccroche les crampons en 2011, à l'issue d'une belle saison pour le Hertha Berlin, sacré champion de 2.Bundesliga, la deuxième division allemande, synonyme de retour parmi l'élite. L'année suivante, le club lui propose de s'occuper de l'équipe des moins de 15 ans pour la saison 2013-2014.
En septembre 2014, l'ancien milieu de terrain se voit offrir une nouvelle mission : succéder à Attila Pintér à la tête de la sélection hongroise. Il choisit volontairement de le faire de façon intérimaire, pour les trois prochains matchs des Magyars. Cependant, après de bons résultats sur le banc hongrois, Dárdai est confirmé à son poste par les dirigeants de la fédération.
En février 2015, il devient en parallèle entraîneur en chef du Hertha, à la suite du limogeage du Néerlandais Jos Luhukay.
Le 20 juillet 2015, il est remplacé par Bernd Storck à la tête de la sélection de Hongrie.
Le 25 janvier 2021, il fait officiellement son arrivée à Hertha Berlin, accompagné d'Andreas Neuendorf et Admir Hamzagic en tant qu'adjoints. Moins d'un an après son arrivée, en novembre 2021, Dárdai est licencié et remplacé par Tayfun Korkut.
Le 16 avril 2023, à la suite de la défaite du Hertha face à Schalke 04, Dardai remplace Sandro Schwarz et devient entraineur pour les 6 dernières rencontres de la saison 2022-2023. Il a comme objectif de maintenir le club en Bundesliga. Il finit par être relégué mais malgré la descente en 2. Bundesliga, Dardai est conservé et prolonge son contrat jusqu'en 2024.

## Vie privée
Ses trois fils, Palkó Dárdai, Bence Dárdai et Márton Dárdai, sont également footballeurs,,.
Le 29 juillet 2023, Pál Dárdai aligne simultanément ses trois fils sur le terrain lors du match d'ouverture de la 2e Bundesliga contre le Fortuna Düsseldorf, cette initiative marquera la première occurrence de ce type dans l'histoire du football professionnel allemand .

## Palmarès
Joueur
- Vainqueur de la Liga Pokal avec le Hertha Berlin : 2001, 2002
- Champion de 2.Bundesliga avec le Hertha Berlin : 2011.
- Vainqueur de la Coupe Intertoto avec le Hertha Berlin : 2006
- Vice-champion du championnat de Hongrie avec le Budapest VSC : 1996
- Élu joueur hongrois de l'année : 2006